# Réseau routier de la Mayenne
Cet article présente l'histoire, les caractéristiques et les événements significatifs ayant marqué le réseau routier du département de la Mayenne en France.
Au 31 décembre 2017, la longueur totale du réseau routier du département de la Mayenne est de 8 384 kilomètres, se répartissant en 57 kilomètres d'autoroutes, 145 kilomètres de routes nationales, 3 675 kilomètres de routes départementales et 4 507 kilomètres de voies communales. 

## Histoire

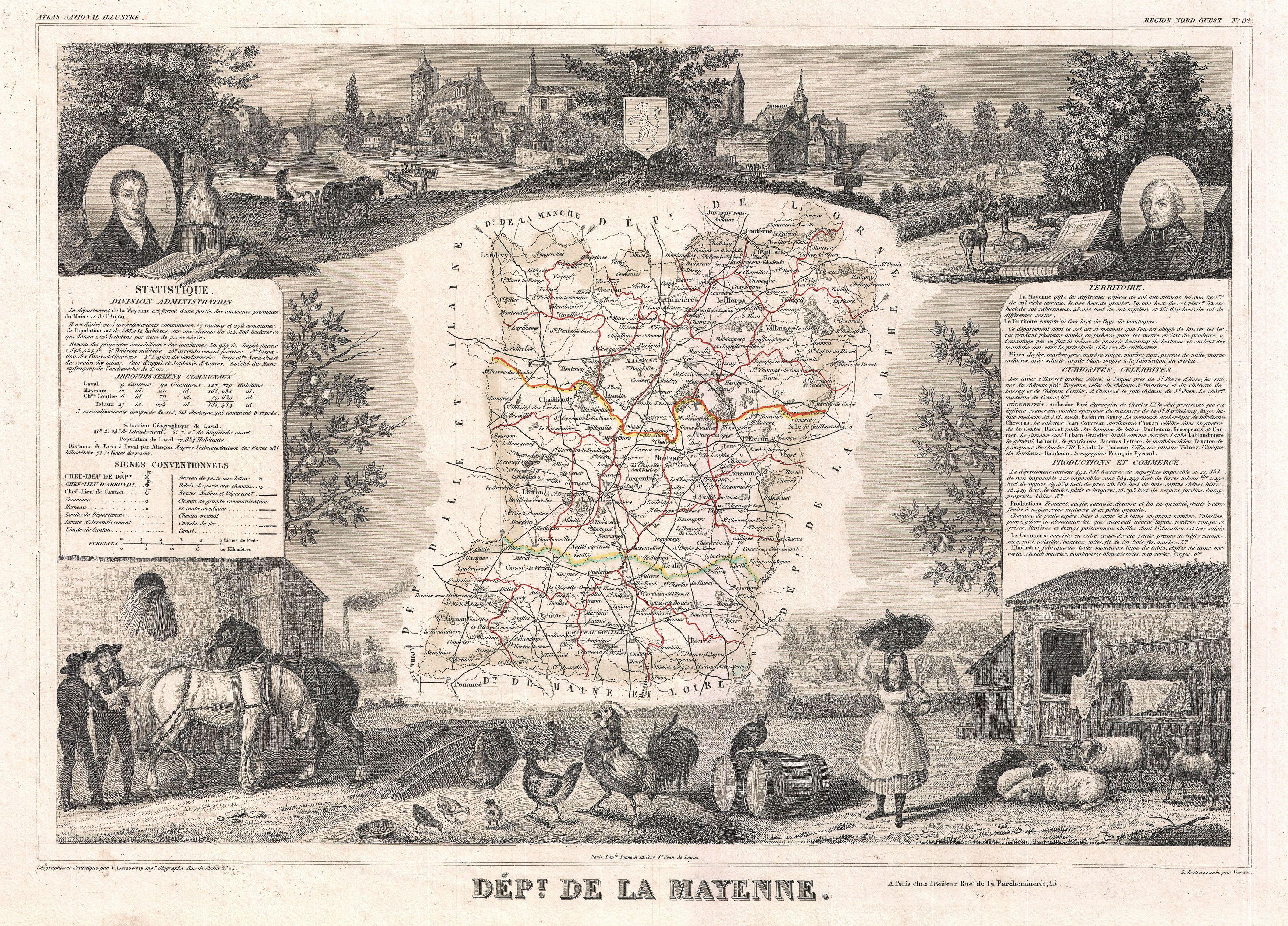
Carte Levasseur du département de la Mayenne (1852)

### XVIIIesiècle
De 1750 à 1784, l’ensemble du réseau routier est pour la première fois cartographié à grande échelle (au 86400e) et de manière complète par Cassini de Thury, à la demande de Louis XV. Ces cartes sont d’une grande richesse toponymique, mais d’une grande pauvreté quant à la figuration du relief et de l’altimétrie. De même les chemins secondaires sont rarement représentés, du fait d’une part de leur état médiocre, d’autre part de leur faible importance économique.

### XIXesiècle
L’Atlas national illustré réalisé par Victor Levasseur est un précieux témoignage du XIXe siècle, les cartes coloriées à la main sont entourées de gravures indiquant statistiques, notes historiques et illustrations caractéristiques des départements. Sur ces cartes sont représentées les routes, voies ferrées et voies d'eau. Par ailleurs, les départements sont divisés en arrondissements, cantons et communes.

### XXesiècle

#### Réforme de 1930
Devant l'état très dégradé du réseau routier au lendemain de la Première Guerre mondiale et l'explosion de l'industrie automobile, l'État, constatant l'incapacité des collectivités territoriales à remettre en état le réseau routier pour répondre aux attentes des usagers, décide d'en prendre en charge une partie. L'article 146 de la loi de finances du 16 avril 1930 prévoit ainsi le classement d'une longueur de l'ordre de 40 000 kilomètres de routes départementales dans le domaine public routier national.
En ce qui concerne le département de la Mayenne, ce classement devient effectif à la suite du décret du 31 décembre 1931.

#### Réforme de 1972
En 1972, un mouvement inverse est décidé par l'État. La loi de finances du 29 décembre 1971 prévoit le transfert dans la voirie départementale de près de 53 000 kilomètres de routes nationales. Le but poursuivi est :
- d'obtenir une meilleure responsabilité entre l'État et les collectivités locales en fonction de l'intérêt économique des différents réseaux,
- de permettre à l'État de concentrer ses efforts sur les principales liaisons d'intérêt national,
- d'accroître les responsabilités des assemblées départementales dans le sens de la décentralisation souhaitée par le gouvernement,
- d'assurer une meilleure gestion et une meilleure programmation de l'ensemble des voies.

Le transfert s'est opéré par vagues et par l'intermédiaire de plusieurs décrets publiés au Journal officiel. Après concertation, la très grande majorité des départements a accepté le transfert qui s'est opéré dès 1972. En ce qui concerne le département de la Mayenne, le transfert est acté avec un arrêté interministériel publié au Journal officiel le 17 décembre 1972.

### XXIesiècle

#### Réforme de 2005
Une nouvelle vague de transferts de routes nationales vers les départements intervient avec la loi du 13 août 2004 relative aux libertés et responsabilités locales, un des actes législatifs entrant dans le cadre des actes II de la décentralisation où un grand nombre de compétences de l'État ont été transférées aux collectivités locales. Dans le domaine des transports, certaines parties des routes nationales sont transférées aux départements et, pour une infime partie, aux communes (les routes n'assurant des liaisons d'intérêt départemental). 
Le décret en Conseil d’État définissant le domaine routier national prévoit ainsi que l’État conserve la propriété de 8 000 kilomètres d’autoroutes concédées et de 11 800 kilomètres de routes nationales et autoroutes non concédées et qu'il cède aux départements un réseau de 18 000 kilomètres. 
Dans le département de la Mayenne, le transfert est décidé par arrêté préfectoral signé le 26 décembre 2005. 109 kilomètres de routes nationales sont déclassées. La longueur du réseau routier national dans le département passe ainsi de 253 kilomètres en 2004 à 143 en 2006 pendant que celle du réseau départemental s'accroît de 3 599 à 3 687 kilomètres. 

## Caractéristiques

### Consistance du réseau
Le réseau routier comprend cinq catégories de voies : les autoroutes et routes nationales appartenant au domaine public routier national et gérées par l'État, les routes départementales appartenant au domaine public routier départemental et gérées par le Conseil départemental de la Mayenne et les voies communales et chemins ruraux appartenant respectivement aux domaines public et privé des communes et gérées par les municipalités. Le linéaire de routes par catégories peut évoluer avec la création de routes nouvelles ou par transferts de domanialité entre catégories par classement ou déclassement, lorsque les fonctionnalités de la route ne correspondent plus à celle attendues d'une route de la catégorie dans laquelle elle est classée. Ces transferts peuvent aussi résulter d'une démarche globale de transfert de compétences d'une collectivité vers une autre.
Au 31 décembre 2011, la longueur totale du réseau routier du département de la Mayenne est de 8 074 kilomètres, se répartissant en 57 kilomètres d'autoroutes, 147 kilomètres de routes nationales, 3 687 kilomètres de routes départementales et 4 183 kilomètres de voies communales. 
Il occupe ainsi le 74e rang au niveau national sur les 96 départements métropolitains quant à sa longueur et le 73e quant à sa densité avec 1,6 kilomètre par kilomètre carré de territoire.
Trois grandes réformes ont contribué à faire évoluer notablement cette répartition : 1930, 1972 et 2005.
L'évolution du réseau routier entre 2002 et 2017 est présentée dans le tableau ci-après.
|                        | 2002  | 2003  | 2004  | 2005  | 2006  | 2007  | 2008  | 2009  | 2010  | 2011  | 2012  | 2013  | 2014  | 2015  | 2016  | 2017  |
| ---------------------- | ----- | ----- | ----- | ----- | ----- | ----- | ----- | ----- | ----- | ----- | ----- | ----- | ----- | ----- | ----- | ----- |
| Autoroutes             | 56    | 56    | 57    | 56    | 56    | 57    | 57    | 57    | 57    | 57    | 57    | 57    | 57    | 57    | 57    | 57    |
| Routes nationales      | 253   | 253   | 253   | 144   | 143   | 144   | 144   | 144   | 147   | 147   | 142   | 145   | 145   | 145   | 145   | 145   |
| Routes départementales | 3 589 | 3 595 | 3 599 | 3 580 | 3 687 | 3 687 | 3 687 | 3 687 | 3 687 | 3 687 | 3 687 | 3 687 | 3 687 | 3 675 | 3 675 | 3 675 |
| Voies communales       | 4 026 | 4 036 | 4 041 | 4 044 | 4 057 | 4 121 | 4 121 | 4 173 | 4 183 | 4 183 | 4 234 | 4 301 | 4 301 | 4 352 | 4 457 | 4 507 |
| TOTAL                  | 7 924 | 7 940 | 7 950 | 7 824 | 7 943 | 8 009 | 8 009 | 8 061 | 8 074 | 8 074 | 8 120 | 8 190 | 8 190 | 8 229 | 8 334 | 8 384 |

### Autoroutes
La Mayenne est traversé en son centre d'Est en Ouest par l'A81 qui coupe le département en deux.

### Routes nationales
La Mayenne est traversée par deux grands axes : 

#### laRN 12
Paris ↔ Dreux ↔ Alençon ↔ Rennes ↔ Saint Brieuc ↔ Brest
- Le tronçon mayennais dessert Pré-en-Pail ↔ Javron-les-Chapelles ↔ Mayenne↔ Ernée.
- Jusqu'en 1972, le tronçon Mayenne ↔ Ernée ↔ Fougères faisait partie de la RN 155

#### laRN 162
Le Lion d'Angers ↔ Laval ↔ Mayenne
- Le tronçon mayennais dessert Château-Gontier ↔ Entrammes ↔ Laval et sa rocade ↔ Martigné-sur-Mayenne ↔ Mayenne
- En 1998, Louverné est dévié, l'ancien tronçon devient la RD 901
- En 2016, Moulay et Mayenne sont déviés; fin 2018 cette déviation doit rejoindre la RN 12 à la hauteur de la D 7. L'ancien tronçon devient un prolongement de la RD 304

#### Ancienne routes nationales déclassé en départementales
La RN 178bis, en 1972 le tronçon Laval à Pouancé est repris par la RN 171 maintenant RD 771
La RN 807, en 1972 le tronçon Domfront à Pré-en-Pail est repris par la RN 176, maintenant RD 176

##### Avant 1972
RN 23bis déclassé en RD 20
- Chemazé ↔ Château-Gontier puis Villiers-Charlemagne  ↔ Bazouges ↔ Soulgé-sur-Ouette ↔ Châtres-la-Forêt ↔ La Chapelle-Rainsouin ↔ Évron ↔ Bais ↔ Champgenéteux ↔ Villaines-la-Juhel ↔ Pré-en-Pail.

RN 159 déclassé en RD 21
- grand axe prioritaire qui relie Laval et Tours desservant Meslay-du-Maine.

RN 159bis déclassé en RD 22
- Daon ↔ Coudray ↔ Azé ↔ Chateau-Gontiers ↔ Laigné ↔ Craon

RN 162bis déclassé en RD 24
- Saint-Loup-du-Dorat ↔ Ballée ↔ Cheméré-le-Roi ↔ Vaiges ↔ La Chapelle-Rainsouin ↔ Montsûrs ↔ Commer ↔ Moulay

RN 163bis déclassé en RD 25
RN 768 déclassé en RD 27
RN 769 déclassé en RD 28
RN 777 déclassé en RD 29
RN 798 déclassé en RD 30
- le rond-point des Chênes-Secs à deux kilomètres de la sortie no 4 de l'autoroute A81 (Laval centre - Fougères) et Fougères desservant Le Bourgneuf-la-Forêt, La Croixille et Dompierre-du-Chemin.

RN 799 déclassé en RD 31
- Grand axe prioritaire entre Laval et Ernée où elle croise la RN 12 et en devenant RD 999 dans la Manche et RD 977 grand axe régional entre Caen et Fougères continue jusqu'à Saint-Hilaire-du-Harcouët
- Desservant La Baconnière ↔ Ernée ↔ Montaudin ↔ Saint-Mars-sur-la-Futaie ↔ Landivy ↔ Les Loges-Marchis.

RN 805 déclassé en RD 32
RN 806 déclassé en RD 33
RN 816 déclassé en RD 34
RN 823 déclassé en RD 35
- Mayenne ↔ Aron ↔ Grazay ↔ Bais ↔ Izé ↔ Saint-Martin-de-Connée ↔ Saint-Pierre-sur-Orthe ↔ Sillé-le-Guillaume.

##### Avant 2006
RN 157 déclassé en RD 57
RN 171 déclassé en RD 771
RN 176 déclassé en RD 176

### Liste des Routes départementales

#### Route Départementales Principale
- D1 qui relie Laval et Château-Gontier desservant Quelaines-Saint-Gault.
- D2
- D3 qui relie Javron-les-Chapelles et Lignières-Orgères desservant Couptrain.
- D4 qui relie Saint-Poix et Villiers-Charlemagne desservant Quelaines-Saint Gault et Cossé-le-Vivien.
- D5 qui relie Saint-Georges-Buttavent à l'ouest de Mayenne sur la RN 12 et devient D32 pour relier Mortain en desservant Gorron et Le Teilleul.
- D6
- D7 qui relie Sablé-sur-Sarthe qui est alors appelée D24 et Aron à l'est de Mayenne desservant Sainte-Suzanne, Évron et Jublains. Elle sert aussi de contournement de Mayenne en reliant la D35 à Aron et la RN12 au nord-est de Mayenne au rond-point de la D34.
- D8
- D9 qui relie la D901 au lieu-dit La Ricoulière (Commune de Louverné), devenant la D28 dans la Sarthe, à la R357 au lieu-dit les Maisons-Rouges (Communes de Trangé) desservant Montsûrs, Livet, Sainte-Suzanne-et-Chammes, Torcé-Viviers-en-Charnie.
- D10
- D11 qui relie Saint Poix et Pouancé (Maine-et-Loire) desservant Laubrières, La Roë et Saint-Aignan-sur-Roë.
- D12 qui relie La N12 au lieu-dit La Butte (Commune de Vautorte) à la D24 au lieu-dit Point-du-jours (Commune de La Bazouge-des-Alleux) desservant le bourd de Vautorte, Placé, Alexain, Saint-Germain-d'Anxure, le village de Montgiroux, Martigné-sur-Mayenne, La Bazouge-des-Alleux

RD 13
- Javron-les-Chapelles ↔ Villaines-la-Juhel ↔ Courcité ↔ Saint-Martin-de-Connée

RD 14
- qui relie Grez-en-Bouère à Meslay-du-Maine

#### Route Départementales secondaire
- D104 qui relie Mayenne à Changé desservant Fontaine-Daniel, Alexain, Andouillé, Saint-Germain-le-Fouilloux
- D113 qui relie Mayenne et Villaines-la-Juhel desservant Marcillé-la-Ville, La Chapelle-au-Riboul et Loupfougères.
- D119 qui relie Villaines-la-Juhel et Fresnay-sur-Sarthe desservant Averton.
- D120
- D121 qui relie Villaines-la-Juhel et Alençon desservant Gesvres et Saint-Pierre-des-Nids.
- D241 qui relie Bais à D24 près du lieu-dit de la Garde en Moulay desservant Hambers, Jublains, Belgeard.

## Réalisations ou événements récents
Cette section a pour objet de recenser les événements marquants concernant le domaine de la Route dans le département de la Mayenne depuis 1990. Seront ainsi citées les déclarations d’utilité publique, les débuts de travaux et les mises en service. Seuls les ouvrages les plus importants soit par leur coût soit par leur impact (déviation de bourgs) seront pris en compte. De même, il est souhaitable de ne pas recenser les projets qui n’ont pas encore fait l’objet d’une déclaration d’utilité publique.